# Alpine Ski-Juniorenweltmeisterschaften 2020
Die 39. Alpinen Ski-Juniorenweltmeisterschaften fanden vom 5. bis 11. März 2020 in Narvik in der norwegischen Provinz Nordland statt. Teilnahmeberechtigt waren die Jahrgänge 1999 bis 2003. Aufgrund der Coronavirus-Pandemie musste die Veranstaltung vorzeitig abgebrochen werden.

## Herren

### Abfahrt
| Platz | Land | Sportler         | Zeit (min) |
| ----- | ---- | ---------------- | ---------- |
| 1     | SUI  | Alexis Monney    | 1:02,38    |
| 2     | ITA  | Simon Talacci    | 1:02,55    |
| 3     | AUT  | Stefan Rieser    | 1:02,61    |
| 4     | ITA  | Matteo Franzoso  | 1:02,63    |
| 4     | NOR  | Atle Lie McGrath | 1:02,63    |
| 4     | SUI  | Gaël Zulauf      | 1:02,63    |

Datum: 7. März 
 Piste: Fjellheimløypa; Länge: 2418 m; Start: 841 m; Ziel: 138 m 
 Höhenunterschied: 703 m; max. Gefälle: 62 %; ⌀ Gefälle: 30 %

### Super-G
| Platz | Land | Sportler          | Zeit (min) |
| ----- | ---- | ----------------- | ---------- |
| 1     | AUT  | Stefan Rieser     | 1:06,47    |
| 2     | AUT  | Armin Dornauer    | 1:06,98    |
| 3     | SUI  | Yannick Chabloz   | 1:07,01    |
| 4     | NOR  | Kaspar Kindem     | 1:07,17    |
| 5     | ITA  | Giovanni Franzoni | 1:07,17    |
| 6     | AUT  | Lukas Feurstein   | 1:07,35    |

Datum: 8. März 
 Piste: Fjellheimløypa; Länge: 1787 m; Start: 660 m; Ziel: 138 m 
 Höhenunterschied: 522 m; max. Gefälle: 62 %; ⌀ Gefälle: 30 %

### Riesenslalom
Geplant am 12. März, konnte wegen des Abbruchs der Veranstaltung nicht ausgetragen werden.

### Slalom
Geplant am 13. März, konnte wegen des Abbruchs der Veranstaltung nicht ausgetragen werden.

### Kombination
Am vorgesehenen Renntag, dem 9. März, konnte nur der Slalom-Teil durchgeführt werden. Der Super-G-Teil wurde zunächst auf den 10. März verschoben und dann wegen der aufgeweichten Piste abgesagt.

## Damen

### Abfahrt
| Platz | Land | Sportlerin         | Zeit (min) |
| ----- | ---- | ------------------ | ---------- |
| 1     | AUT  | Magdalena Egger    | 1:03,87    |
| 2     | AUT  | Lisa Grill         | 1:03,96    |
| 3     | ITA  | Monica Zanoner     | 1:04,53    |
| 4     | NOR  | Inni Holm Wembstad | 1:04,64    |
| 5     | SWE  | Ida Dannewitz      | 1:04,72    |
| 6     | SUI  | Janine Schmitt     | 1:04,79    |

Datum: 7. März 
 Piste: Fjellheimløypa; Länge: 2418 m; Start: 841 m; Ziel: 138 m 
 Höhenunterschied: 703 m; max. Gefälle: 62 %; ⌀ Gefälle: 30 %

### Super-G
| Platz | Land | Sportlerin      | Zeit (min) |
| ----- | ---- | --------------- | ---------- |
| 1     | AUT  | Magdalena Egger | 1:08,10    |
| 2     | AUT  | Lisa Grill      | 1:08,38    |
| 3     | FRA  | Karen Clément   | 1:08,39    |
| 4     | NZL  | Alice Robinson  | 1:08,50    |
| 5     | USA  | Keely Cashman   | 1:08,58    |
| 6     | USA  | A J Hurt        | 1:08,72    |

Datum: 8. März 
 Piste: Fjellheimløypa; Länge: 1787 m; Start: 660 m; Ziel: 138 m 
 Höhenunterschied: 522 m; max. Gefälle: 62 %; ⌀ Gefälle: 30 %

### Riesenslalom
| Platz | Land | Sportler              | Zeit (min) |
| ----- | ---- | --------------------- | ---------- |
| 1     | SWE  | Sara Rask             | 2:04,91    |
| 2     | SLO  | Neja Dvornik          | 2:05,39    |
| 3     | NOR  | Kaja Norbye           | 2:05,53    |
| 4     | SWE  | Hanna Aronsson Elfman | 2:05,92    |
| 5     | GER  | Martina Willibald     | 2:06,14    |
| 6     | NOR  | Marte Monsen          | 2:06,22    |

Datum: 11. März 
 Piste: Holstkleiva; Länge: 1231 m; Start: 660 m; Ziel: 275 m 
 Höhenunterschied: 385 m; max. Gefälle: 62 %; ⌀ Gefälle: 32 %

### Slalom
Geplant am 13. März, konnte wegen des Abbruchs der Veranstaltung nicht ausgetragen werden.

### Kombination
| Platz | Land | Sportlerin            | Zeit (min) |
| ----- | ---- | --------------------- | ---------- |
| 1     | AUT  | Magdalena Egger       | 1:39,23    |
| 2     | AUT  | Lisa Grill            | 1:39,76    |
| 3     | USA  | Keely Cashman         | 1:40,33    |
| 4     | GER  | Martina Willibald     | 1:40,57    |
| 5     | SWE  | Hanna Aronsson Elfman | 1:40,69    |
| 6     | GER  | Carolin Lippert       | 1:40,81    |

Datum: 10. März

## Mannschaftswettbewerb
Geplant am 14. März, konnte wegen des Abbruchs der Veranstaltung nicht ausgetragen werden.

## Medaillenspiegel
| Platz | Land               | Gold | Silber | Bronze | Gesamt |
| ----- | ------------------ | ---- | ------ | ------ | ------ |
| 1     | Österreich         | 4    | 4      | 1      | 9      |
| 2     | Schweiz            | 1    | –      | 1      | 2      |
| 3     | Schweden           | 1    | –      | –      | 1      |
| 4     | Italien            | –    | 1      | 1      | 2      |
| 5     | Slowenien          | –    | 1      | –      | 1      |
| 6     | Frankreich         | –    | –      | 1      | 1      |
| 6     | Norwegen           | –    | –      | 1      | 1      |
| 6     | Vereinigte Staaten | –    | –      | 1      | 1      |